# 沈炤
沈炤（1470年—1537年），字文明，直隸蘇州府嘉定縣人，明朝政治人物。官至廣東僉事。

## 生平
弘治十一年（1498年）戊午科應天鄉試第三十五名舉人，弘治十五年（1502年）壬戌科進士。授行人司行人。正德初年，擢刑科給事中。劉瑾秉政，誣陷潼關守將姚諫重罪，沈炤奉詔前往，會同御史杜宏、知府郭任查核。二人畏懼劉瑾權勢，不敢定奪，沈炤拍案而起道：「吾終不能殺人以媚人！」劉瑾聞訊大怒，下沈炤詔獄，并行杖刑，沈炤九死一生。謫福建照磨。未及成行，因父喪丁憂去官。隨即又被逮至京師，謫戍寧夏。劉瑾伏誅，沈炤官桐廬主簿，累遷廣東按察司僉事，仍因剛直免歸。卒年六十八。

## 家族
曾祖父沈箎，遇例冠帶；祖父沈輔，旌表孝子；父沈梁，母龔氏。重庆下。弟耀；沈灼（贡士）；煾；勳；煦；爚；烋；烈；焃；焘。
從弟沈灼，正德進士，官御史。